# Live at Paradiso
Live at Paradiso è un album bootleg dal vivo di John Frusciante, mai pubblicato realmente, ma interamente disponibile su YouTube e sulla rete.
L'album è stato registrato in presa diretta molto probabilmente dai fan, e riporta per intero l'esibizione tenuta al Paradiso di Amsterdam.
Il repertorio riprende brani dei primi tre album e presenta già pezzi che verranno inseriti in seguito in From the Sound Inside. Da notare la presenza di numerose cover, tra cui spiccano quelle di Syd Barret, Joy Division, David Bowie e Lou Reed, perché rappresentano le principali influenze della musica di Frusciante (com'egli stesso afferma nelle spiegazioni tra una canzone e l'altra).
Tiny Dancer, invece, è un suo classico ormai delle sue esibizioni con i Red Hot Chili Peppers, così come Maybe.
Consigliato soprattutto per i fan.

## Formazione
Sul palco è presente il solo Frusciante, con una chitarra acustica.

## Tracce
1. Been Insame
2. Going Inside
3. First Season
4. Jugband Blues (cover di Syd Barret)
5. Modern Love (cover di David Bowie)
6. So Would've I
7. Beat Down
8. Untitled # 11
9. New Dawn Fades (cover dei Joy Division)
10. Saturation
11. Country Feedback
12. Someones
13. Fallout
14. Life's A Bath
15. My Smile Is A Riffle
16. Rip Off
17. Representing
18. Golden Hair (cover di Syd Barret) - Would I've Been
19. Perfect Day
20. Runaway (cover di Del Shannon)
21. Tiny Dancer (cover di Elton John)
22. Mascara
23. Resolution
24. Big Takeover (cover dei Bad Brains)
25. Lucky (cover dei Radiohead)
26. Your Pussy's Glued To A Building On Fire
27. Neighboorod Treat
28. The Last Him
29. Water Music
30. In Relief